# Ley de Servicios Digitales
El Reglamento de Servicios Digitales (DSA) es un Reglamento establecido para modernizar la Directiva sobre el comercio electrónico en lo referente a los contenidos ilegales, la publicidad transparente y la desinformación en la Unión Europea. Se presentó el 15 de diciembre de 2020, junto con la Ley de Mercados Digitales (DMA), por parte de la Comisión Europea ante el Parlamento Europeo y el Consejo. El DSA fue elaborado por la vicepresidenta ejecutiva de la Comisión Europea para Una Europa Adaptada a la Era Digital (Transformación digital) y comisaria de Competencia, Margrethe Vestager, y por el comisario de Mercado Interior, Thierry Breton.
El 22 de abril de 2022, los responsables políticos europeos llegaron a un acuerdo sobre la Ley de Servicios Digitales. El 5 de julio de 2022 el Parlamento Europeo aprobó la DSA junto con la Ley de Mercados Digitales. El 4 de octubre de 2022, el Consejo dio su aprobación final al Reglamento sobre una Ley de Servicios Digitales. Esto marca el paso final para que DSA cobre vida. Tras la aprobación final, el DSA se publicará en el Diario Oficial de la Unión Europea (DOUE). La DSA entrará en vigor 20 días después de esa publicación. Los proveedores de servicios afectados tendrán hasta el 1 de enero de 2024 para cumplir con sus disposiciones. Las plataformas en línea populares y los motores de búsqueda deberán cumplir con sus obligaciones cuatro meses después de haber sido designados como tales por la Comisión.

## Objetivos de la DSA
Ursula von der Leyen propuso una "nueva Ley de Servicios Digitales", en su candidatura de 2019 a la presidencia de la Comisión Europea. El propósito expreso de la DSA es actualizar el marco legal de la Unión Europea para el contenido ilegal en los intermediarios, en particular mediante la modernización de la directiva sobre el comercio electrónico adoptada en 2000. Al hacerlo, la DSA tiene como objetivo armonizar diferentes leyes nacionales en la Unión Europea que han surgido a nivel nacional para abordar el contenido ilegal. La más destacada de estas leyes ha sido la NetzDG alemana, y leyes similares en Austria ("Kommunikationsplattformen-Gesetz") y Francia ("Loi Avia", declarada inconstitucional por el Consejo Constitucional). Con la adopción de la Ley de Servicios Digitales a nivel europeo, esas leyes nacionales quedarían anuladas y tendrían que ser derogadas.
En la práctica, esto supondrá una nueva legislación en materia de contenidos ilegales, publicidad transparente y desinformación.

## Nuevas obligaciones en las empresas de plataformas
El DSA está destinado a mejorar la moderación de contenido en las plataformas de redes sociales para abordar las preocupaciones sobre contenido ilegal. Está organizado en cinco capítulos, y los capítulos más importantes regulan la exención de responsabilidad de los intermediarios (Capítulo 2), las obligaciones de los intermediarios (Capítulo 3) y el marco de cooperación y cumplimiento entre la comisión y las autoridades nacionales (Capítulo 4).
La propuesta de DSA mantiene la regla actual según la cual las empresas que alojan datos de otros no son responsables del contenido a menos que realmente sepan que es ilegal y, al obtener dicho conocimiento, no actúen para eliminarlo. Esta llamada "exención de responsabilidad condicional" es fundamentalmente diferente de las amplias inmunidades otorgadas a los intermediarios bajo la regla equivalente ("Sección 230 CDA") en los Estados Unidos.
Además de las exenciones de responsabilidad, la DSA introduciría un amplio conjunto de nuevas obligaciones en las plataformas, incluidas algunas que apuntan a revelar a los reguladores cómo funcionan sus algoritmos, mientras que otras obligaciones crearían transparencia sobre cómo se toman las decisiones para eliminar contenido y en la forma en que los anunciantes se dirigen a los usuarios.
Una revisión de la política de Internet del 16 de noviembre de 2021 enumeró algunas de las nuevas obligaciones, incluidos los requisitos obligatorios de "aviso y acción", por ejemplo, respeto de los derechos fundamentales, compensación obligatoria por decisiones de eliminación de contenido y un marco integral de auditoría y gestión de riesgos.
Un artículo de Time de diciembre de 2020 decía que, si bien muchas de sus disposiciones solo se aplican a plataformas que tienen más de 45 millones de usuarios en la Unión Europea, la Ley podría tener repercusiones más allá de Europa. Plataformas como Facebook, la subsidiaria de Google, YouTube, Twitter y TikTok alcanzarían ese umbral y estarían sujetas a las nuevas obligaciones. Las empresas que no cumplan con las nuevas obligaciones se exponen a multas de hasta el 10% de su facturación anual.
La Ley de Servicios Digitales establece varios conjuntos de normas que se aplican a distintos grupos de proveedores según su tipo de servicio, volumen de usuarios e impacto y riesgo que suponen a la sociedad. Los grupos son acumulativos y cada uno incluye a los siguientes y se ve afectado por las obligaciones de los anteriores a él, siendo los grupos definidos por la DSA los siguientes:
- Servicios de intermediación: este grupo contiene a los proveedores que ofrecen infraestructuras de red, como proveedores de acceso a internet o registradores de dominio.
- Servicios de alojamiento de datos: como puedan ser servicios de alojamiento de archivos y de alojamiento web.
- Plataformas en línea que permiten la interacción de consumidores con vendedores, como tiendas de aplicaciones, mercados en línea o redes sociales. No entran en esta categoría los proveedores que sean microempresas o pequeñas empresas.[17]
- Plataformas en línea de muy gran tamaño, siendo estas las plataformas del grupo anterior que sean utilizadas mensualmente por más de un 10% de los consumidores europeos. Si entrarían en esta categoría los proveedores que sean microempresas o pequeñas empresas.[17]

En la siguiente tabla se muestran las obligaciones que deben cumplir las plataformas, según su grupo.
| Nueva obligación                                                             | Servicios de intermediación | Servicios de alojamiento | Plataformas en línea | Plataformas de muy gran tamaño |
| ---------------------------------------------------------------------------- | --------------------------- | ------------------------ | -------------------- | ------------------------------ |
| Informes de transparencia                                                    | ●                           | ●                        | ●                    | ●                              |
| Nuevos requisitos sobre las condiciones de servicio                          | ●                           | ●                        | ●                    | ●                              |
| Colaboración con las autoridades nacionales                                  | ●                           | ●                        | ●                    | ●                              |
| Puntos de contacto y representante legal                                     | ●                           | ●                        | ●                    | ●                              |
| Mecanismo de notificación de contenido ilegal                                |                             | ●                        | ●                    | ●                              |
| Notificación de posibles delitos a las autoridades                           |                             | ●                        | ●                    | ●                              |
| Sistema interno de reclamaciones                                             |                             |                          | ●                    | ●                              |
| Resolución extrajudicial de litigios                                         |                             |                          | ●                    | ●                              |
| Colaboración con alertadores fiables                                         |                             |                          | ●                    | ●                              |
| Medidas contra uso indebido de notificaciones de contenido ilegal            |                             |                          | ●                    | ●                              |
| Informes de transparencia más estrictos                                      |                             |                          | ●                    | ●                              |
| Prohibición de anuncios dirigidos a menores o datos sensibles                |                             |                          | ●                    | ●                              |
| Transparencia en las recomendaciones para los usuarios                       |                             |                          | ●                    | ●                              |
| Publicidad transparente para los usuarios                                    |                             |                          | ●                    | ●                              |
| Diseño de interfaces que permitan informarse y decidir libremente al usuario |                             |                          | ●                    | ●                              |
| Evaluación y reducción de riesgos                                            |                             |                          |                      | ●                              |
| Mecanismo de respuesta a crisis                                              |                             |                          |                      | ●                              |
| Auditorías independientes                                                    |                             |                          |                      | ●                              |
| Opción a sistemas de recomendación sin perfiles                              |                             |                          |                      | ●                              |
| Transparencia adicional sobre la publicidad                                  |                             |                          |                      | ●                              |
| Acceso a datos para administraciones e investigadores                        |                             |                          |                      | ●                              |
| Códigos de conducta                                                          |                             |                          |                      | ●                              |

Las plataformas que se dediquen al comercio en línea, deberán también verificar de los comerciantes tal como su identidad, dirección y método de contacto, así como asegurarse de que la interfaz de su plataforma permite a los comerciantes identificarse ante los consumidores ya sea con su marca, símbolo o logo e informarles de toda información relevante sobre sus productos. También deberán, en caso de haber ofrecido un producto o servicio ilegal, informar a los consumidores y facilitarles la identidad del comerciante y cualquier vía de reclamación adecuada.

## Plataformas en línea y motores de búsqueda de muy gran tamaño
El 25 de abril de 2023, la Comisión Europea nombró un primer conjunto de 19 plataformas y motores de búsqueda que deberán cumplir con todas las nuevas obligaciones, como muy tarde, el 25 de agosto de 2023. La lista está formada por los siguientes sitios, que tienen al menos 45 millones de usuarios mensuales en la Unión Europea a fecha de 17 de febrero de 2023.
Plataformas en línea de muy gran tamaño:
- Alibaba AliExpress
- Amazon Store
- Apple AppStore
- Booking.com
- Facebook
- Google Play
- Google Maps
- Google Shopping
- Instagram
- LinkedIn
- Pinterest
- Snapchat
- TikTok
- Twitter (Actualmente cambiando de marca a X)
- Wikipedia
- YouTube
- Zalando

Motores de búsqueda de muy gran tamaño:
- Bing
- Google Search

Amazon y Zalando ambos iniciaron procedimientos en el Tribunal General de la Unión Europea impugnando las designaciones, alegando un trato desigual en comparación con otros minoristas grandes y que sus modelos de negocio principales son la venta al por menor, no la distribución de contenidos/productos de terceros. Zalando argumenta que los criterios y la metodología carecen de transparencia, por ejemplo, en cómo cuenta a los usuarios activos, mientras que Amazon sostiene que las reglas de las Plataformas en línea de muy gran tamaño son desproporcionadas para su modelo de negocio y solicita ser eximido de la transparencia en torno a los anuncios dirigidos.

## Artículo 21 de la Ley de Servicios Digitales
El artículo 21 de la Ley de Servicios Digitales (Reglamento (UE) 2022/2065) establece un marco que permite a los usuarios de plataformas en línea resolver disputas a través de organismos certificados de resolución extrajudicial de conflictos (ODS). Esta disposición tiene como objetivo ofrecer una alternativa accesible a los procedimientos judiciales para cuestiones como la eliminación de contenido, suspensiones de cuentas o restricciones impuestas por las plataformas.
La Ley de Servicios Digitales (DSA), adoptada en 2022, forma parte del esfuerzo de la Unión Europea por modernizar la regulación de los servicios digitales. El artículo 21 se encuentra en el Capítulo III del Reglamento, que se centra en las responsabilidades de las plataformas y la protección de los usuarios.
Según el artículo 21, los proveedores de servicios de intermediación —incluyendo plataformas en línea de muy gran tamaño (VLOPs) y motores de búsqueda de muy gran tamaño (VLOSEs)— deben informar a los usuarios sobre su derecho a presentar disputas ante organismos ODS certificados. Este mecanismo complementa el artículo 20, que regula los procedimientos internos de gestión de reclamaciones en las plataformas.Smith, John (15 de marzo de 2023). «EU Digital Services Act empowers users with new dispute rights». Politico. Consultado el 6 de junio de 2025.
La certificación y supervisión de los organismos ODS corresponde a los Coordinadores de Servicios Digitales nacionales, designados por cada Estado miembro de la UE. Estos organismos deben cumplir con los criterios establecidos en el Reglamento, incluidos la independencia, imparcialidad, transparencia, accesibilidad y experiencia relevante para disputas en línea.Brown, Anna (10 de mayo de 2024). «Out-of-court dispute settlement under the Digital Services Act gains traction». EURactiv. Consultado el 6 de junio de 2025.
Los usuarios pueden presentar reclamaciones ante un organismo ODS sin necesidad de emprender acciones legales previamente. Aunque la participación de las plataformas es voluntaria, se espera cooperación de buena fe. Los organismos ODS emiten recomendaciones que, aunque no son jurídicamente vinculantes, deben ser reconocidas por las plataformas.Lee, Michael (7 de noviembre de 2023). «How the EU's Digital Services Act is changing platform accountability». TechCrunch. Consultado el 6 de junio de 2025.

## Organismos Certificados de Resolución Extrajudicial de Litigios
El artículo 21 de la Ley de Servicios Digitales permite a los usuarios resolver disputas con plataformas en línea a través de organismos certificados de Resolución Extrajudicial de Litigios (ODS). Estas entidades deben cumplir con estándares de imparcialidad, independencia y transparencia, y son designadas por los Coordinadores de Servicios Digitales nacionales en los Estados miembros de la UE.
A mayo de 2025, los siguientes organismos ODS han sido certificados:
- ADROIT[22] – Unión Europea (a nivel de la UE)
- User Rights GmbH[23] – Alemania
- Online Platform Vitarendező Tanács[24] – Hungría
- Appeals Centre Europe (ACE)[25] – Unión Europea (a nivel de la UE)
- RTR-GmbH, Fachbereich Medien[26] – Austria
- ADR Center[27] – Unión Europea (a nivel de la UE)

La Comisión Europea mantiene una lista completa y actualizada de los organismos ODS certificados.

## Historia legislativa
La Ley de Servicios Digitales se basa en gran parte en la Recomendación no vinculante de la Comisión 2018/314 del 1 de marzo de 2018 cuando se trata de contenido ilegal en plataformas. Sin embargo, va más allá al abordar temas como la desinformación y otros riesgos, especialmente en plataformas en línea muy grandes. Como parte de la fase preparatoria, la Comisión Europea lanzó una consulta pública sobre el paquete para recopilar evidencia entre julio y septiembre de 2020. Se publicó una evaluación de impacto junto con la propuesta el 15 de diciembre de 2020 con la base de evidencia relevante.
El Parlamento Europeo nombró a la socialdemócrata danesa Christel Schaldemose como ponente de la Ley de Servicios Digitales. El 20 de enero de 2022, el Parlamento votó para introducir enmiendas en la DSA para la publicidad sin seguimiento y la prohibición de usar los datos de un menor para anuncios dirigidos, así como un nuevo derecho para que los usuarios busquen compensación por daños y perjuicios. A raíz de las revelaciones de Facebook Files y una audiencia de la denunciante de Facebook Frances Haugen en el Parlamento Europeo, el Parlamento Europeo también reforzó las normas sobre la lucha contra la desinformación y el contenido dañino, así como requisitos de auditoría más estrictos.
El Consejo de la Unión Europea adoptó su posición el 25 de noviembre de 2021. Los cambios más significativos introducidos por los Estados miembros son confiar a la Comisión Europea la aplicación de las nuevas reglas, a raíz de las denuncias y quejas de que el organismo de control irlandés de protección de datos no estaba vigilando de manera efectiva las reglas de protección de datos del bloque contra las empresas de plataformas.
La Ley de Gobierno de Datos (DGA) fue aprobada formalmente por el Parlamento Europeo el 6 de abril de 2022. Esto establece un marco legal para los espacios de datos comunes en Europa que aumentará el intercambio de datos en sectores como las finanzas, la salud y el medio ambiente.
Con Rusia utilizando las plataformas de redes sociales para difundir información errónea sobre la invasión rusa de Ucrania en 2022, los legisladores europeos sintieron una mayor urgencia de hacer avanzar la legislación para garantizar que las principales plataformas tecnológicas fueran transparentes y estuvieran debidamente reguladas, según The Washington Post . El 22 de abril de 2022, el Consejo de la Unión Europea y el Parlamento Europeo llegaron a un acuerdo sobre la Ley de Servicios Digitales en Bruselas tras dieciséis horas de negociaciones. Según The Washington Post, el acuerdo alcanzado en Bruselas solidifica el plan de dos proyectos de ley — la Ley de Servicios Digitales y la Ley de Mercados Digitales, una ley que regula la competencia. Este último tiene como objetivo evitar el abuso de poder contra competidores más pequeños por parte de "guardianes" más grandes. La siguiente etapa antes de que los proyectos de ley se conviertan en ley, son los votos del Parlamento y los legisladores de las 27 naciones de la UE. Esto se considera una formalidad.

## Reacciones
Las reacciones de los medios a la Ley de Servicios Digitales han sido en general positivas. En enero de 2022, el consejo editorial de The Washington Post declaró que EE. UU. podría aprender de estas reglas, mientras que la denunciante Frances Haugen afirmó que podría establecer un "estándar de oro" de regulación en todo el mundo. El periodista tecnológico Casey Newton ha argumentado que la Ley de Servicios Digitales dará forma a la política tecnológica de EE. UU. Techdirt criticó la Ley de Servicios Digitales, calificándola de "deseo tecnocrático de la UE de sobrerregular Internet" que "causará problemas reales" y argumentó que la DSA sofocaría la innovación.
Los académicos han comenzado a examinar críticamente la Ley de Servicios Digitales. Algunos de ellos han expresado su preocupación de que la Ley de Servicios Digitales podría ser demasiado rígida y prescrita, excesivamente centrada en decisiones de contenido individuales o evaluaciones de riesgo vagas.
Las organizaciones de la sociedad civil, como la Electronic Frontier Foundation, han solicitado protecciones más estrictas de la privacidad. Human Rights Watch, por su parte, acogió con satisfacción la transparencia y los recursos para los usuarios, pero solicitó que se ponga fin a la vigilancia y la elaboración de perfiles abusivos. Amnistía Internacional ha acogido con satisfacción muchos aspectos de la propuesta en términos de equilibrio de los derechos fundamentales, pero también ha pedido más restricciones a la publicidad. La organización de defensa Avaaz ha comparado la Ley de Servicios Digitales con el Acuerdo de París para el cambio climático.
Las empresas tecnológicas han criticado repetidamente la pesada carga de las normas y la supuesta falta de claridad de la Ley de Servicios Digitales, y han sido acusadas de cabildear para socavar algunas de las demandas de mayor alcance de los legisladores, en particular sobre prohibiciones. por publicidad dirigida, y una disculpa de alto perfil de Sundar Pichai a Thierry Breton sobre los planes filtrados de Google para cabildear contra la Ley de Servicios Digitales.
Un grupo bipartidista de senadores estadounidenses calificó la DSA y la DMA de discriminatorias, afirmando que la legislación "[se centrará en] las regulaciones de un puñado de empresas estadounidenses y no regulará empresas similares con sede en Europa, China, Rusia y otros lugares".
La DSA fue bien recibida principalmente en el sector de los medios europeos. Debido a la influencia que tienen los guardianes en la selección y el control de la visibilidad de ciertos artículos periodísticos sobre otros a través de sus plataformas en línea, la Federación Europea de Periodistas alentó a los legisladores de la UE a aumentar aún más la transparencia de los sistemas de recomendación de las plataformas a través de la DSA.
Sin embargo, las negociaciones interinstitucionales de la etapa posterior del DSA, o Trilogues, han sido criticadas por carecer de transparencia y participación equitativa. Estas críticas reflejan experiencias pasadas con la redacción del Reglamento de la UE para prevenir la difusión de contenido terrorista en línea, así como el Reglamento General de Protección de Datos (GDPR).
Para la eurodiputada sueca Jessica Stegrud en su argumentación afirmó que el enfoque dado a la DSA para prevenir la propagación de desinformación y "contenido dañino" socavará la libertad de expresión.